# Joana Fernandes Costa
Joana Maria Rebelo Fernandes Costa (* 1971 in Coimbra) ist eine portugiesische Richterin. Seit 2016 ist sie Richterin am Tribunal Constitucional de Portugal, dem portugiesischen Verfassungsgericht.

## Leben und Wirken
Fernandes Costa studierte Rechtswissenschaften an der Universität Coimbra, wo sie 1995 ihren Abschluss machte. Im folgenden Jahr trat sie in den Dienst der portugiesischen Justiz und absolvierte ihr Referendariat zunächst am Amtsgericht von Évora. Anschließend wurde sie an den Kriminalgerichten von Arraiolos, Porto de Mós, Guimarães und Loures eingesetzt, bevor sie in die 1. Strafkammer des Zentralgerichts in Lissabon wechselte. 2006 wurde sie in das Kabinett des Vizepräsidenten des portugiesischen Verfassungsgerichts berufen und wechselte ein Jahr später in das Kabinett des Präsidenten. 2013 erwarb sie an der Universität Lissabon mit der Arbeit A imputação individual do facto criminoso internacional, em especial o critério da joint criminal enterprise (deutsch: Individuelle Zurechnung internationaler Straftaten, insbesondere das Kriterium der gemeinsamen kriminellen Unternehmung) den Mastergrad in Kriminologie.
Am 20. Juli 2016 wurde sie selbst zur Richterin am Verfassungsgericht ernannt.